# La Magdalena penitente (Luca Giordano)
La Magdalena penitente es una pintura al óleo sobre lienzo de Luca Giordano, realizada entre 1660-1665 y que puede contemplarse en el Museo del Prado en Madrid.

## Descripción
La pintura, que se considera de excelente factura, muestra la fuerte influencia riberesca aprendida a una edad temprana por Giordano, que caracterizó el estilo de la pintura de muchos de sus siguientes composiciones. Una comparación con el Apolo y Marsias del pintor español muestra las telas de color rosa, el entorno, los tonos tierra y gris del suelo y la roca, elementos típicos de Ribera. A esto hay que añadir detalles como la ropa rasgada, similar a la de los muchos filósofos y santos pintados por el pintor español y el fuerte realismo presente de las obras de Ribera.
El lienzo muestra un gran conocimiento de la pintura veneciana adquirido durante su estancia en la ciudad de los canales. El tema de la Magdalena penitente es modelo frecuente de las obras de Giordano (por ejemplo, hay un lienzo de este tema en la Casita del Príncipe de El Escorial) y uno de los más recurrentes en el arte iconográfico cristiano.